# 安八スマートインターチェンジ
安八スマートインターチェンジ（あんぱちスマートインターチェンジ）は、岐阜県安八郡安八町中の名神高速道路・岐阜羽島IC - 大垣IC間にある本線直結型のスマートインターチェンジである。

## 概要
安八町などが計画していた、当スマートインターチェンジの連結許可申請に対して、2013年（平成25年）6月11日に国土交通大臣が設置を許可した。
2007年（平成19年）の計画当初は、休止中の安八バスストップの路盤を有効活用し建設費を抑えるため、名神高速道路の南と北それぞれに出入口を設置する計画で、2011年（平成23年）の完成を見込んでいた。しかし、南側の出入口が集落に近いことを理由に中地区住民の反対が強く、しばらく設置計画は進展していなかった。
安八町は、2012年（平成24年）4月に北側の出入口に一本化することを地区住民に提案し、2012年（平成24年）10月に開催された「（仮称）安八スマートインターチェンジ地区協議会」で実施計画案の了承を得た。新しい計画では名神高速道路の本線上に接続路を架橋することになるため、スマートインターチェンジとしては大規模なものとなった（建設時点）。この工事は名神リフレッシュ工事の時期に合わせ、2017年（平成29年）5月16日に夜間通行止めを行い実施された。当初は2017年（平成29年）3月供用開始予定であったが、想定以上に地盤が弱いため工期が遅れた影響により、1年遅い2018年（平成30年）3月に変更となった。
2018年（平成30年）3月24日に供用を開始。利用可能車種はETC搭載の全車種で24時間運用。上下線ともに出入可となっている。なお、下り線からETCゲートへ向かう車線とETCゲートから下り線へと向かう車線とは平面交差している。
スマートICの開通により所要時間の短縮効果のほかに、スマートIC開設計画を発表した2007年以降16社の企業進出と約700人の雇用創出の効果が出ている（2019年時点）。また、IC周辺には工業団地が造成される予定となっている。

## 歴史

### 年表
- 2007年（平成19年）4月 - 安八町がスマートインターチェンジの計画を発表[3]。
- 2007年（平成19年）11月1日 - 「スマートインターチェンジ建設促進特別委員会」を設立。
- 2009年（平成21年）11月19日 - 瑞穂市、海津市、輪之内町など20機関で「安八スマートインターチェンジ地区協議会」を設立（設立時は仮称）。
- 2013年（平成25年）6月11日 - 国土交通省が設置を許可[4]。
- 2016年（平成28年）5月 - 着工[1]。
- 2017年（平成29年）8月2日 - IC名称を「安八スマートIC」に正式決定[11]。
- 2018年（平成30年）3月24日 - 供用開始[1][2][3][12]。
- 2021年（令和3年）7月17日 - 名古屋駅に直通する名阪近鉄バスの高速バス「にしみのライナー」が運行開始（同インターと一般道との交差点角にバス停を設置）[13]。

## 道路
- E1 名神高速道路（25-3番）

## 接続道路
- 直接接続
  - 安八町道南長田坊野1号線[1] - インター新設時に開通。岐阜県内で初めてとなるラウンドアバウト（環状交差点）が設置されている[14][15]。
- 間接接続
  - 岐阜県道219号安八平田線[1]
  - 岐阜県道220号安八海津線

## 周辺
- 旧三洋電機 岐阜事業所（ソーラーアーク）
- 千代保稲荷神社

## 安八バス停留所

### 停車するバス路線
- にしみの高速線（にしみのライナー）[13][16]

道の駅パレットピアおおの -  名神大垣 - 安八 - 名古屋駅（新幹線口）
2021年（令和3年）7月17日に運行開始。

## 隣
E1 名神高速道路
(25-1)一宮JCT - 羽島PA（下り線のみ） -(25-2)岐阜羽島IC - (25-3)安八SIC - (26)大垣IC - (26-1)養老JCT - (26-2)養老SA/スマートIC